# Wardenburg (Adelsgeschlecht)

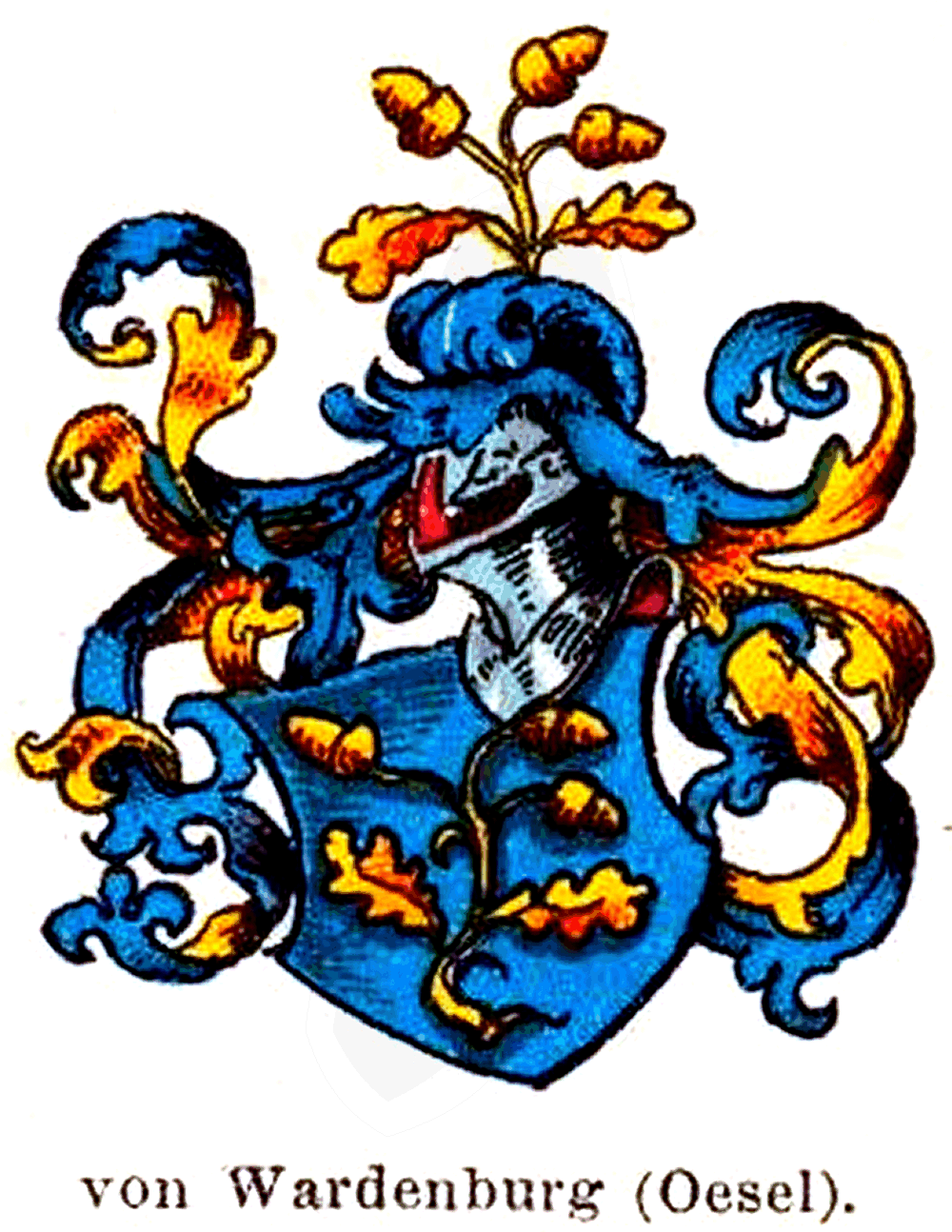
Wappen derer von Wardenburg

Wardenburg ist der Name eines deutsch-baltischen Adelsgeschlechts, welches sich um 1770 in Estland, auf der Insel Ösel, angesiedelt hatte. Sie wurden 1829 vom dänischen König geadelt und 1849 in die Öselschen Ritterschaft aufgenommen. Sie wurden hauptsächlich durch die von ihnen eingeleitete Wald- und Forstwirtschaft in Estland bekannt.

## Geschichte
Das oldenburgische Adelsgeschlecht Wardenburg hat seinen Stammsitz in Wardenburg bei Oldenburg und kann seine Geschichte bis in das Jahr 1345 zurückverfolgen. Johann Heinrich von Wardenburg, auch Wardenborg genannt, siedelte sich um 1773 im damals dänischen Husum an, er diente im dänisch Heer und avancierte bis zum Major. Sein ältester Sohn Friedrich Detlef (1783–1867) war mit der Tochter des dänischen Generalmajors Karl Leopold von Blücher verheiratet, er erhielt mittels Adelsbrief von 1829 das dänische Adelsrecht und die Wappengenehmigung. Er hatte vier Söhne, von denen Heinrich (1809–1869) nach Oldenburg zurückkehrte, Ernst Christian Ludwig (1811–1886) siedelte sich auf der Insel Ösel an und wurde Oberforstmeister, Gustav Heinrich (1816–1883) diente als oldenburgischer Major und Christian Ludwig (1823–1900) starb in Hamburg. Eugen Friedrich Ludwig (1843–1920), der Sohn Ernst Christians, forcierte die Forst- und Waldwirtschaft in Estland und wurde zum russischen Staatsrat berufen.

## Wald- und Forstmeister in Estland
Die staatliche und private Wald- und Forstwirtschaft im damaligen Gouvernement Livland, dem späteren Estland, war durch rigorose Abholzung geprägt, eine Aufforstung oder Waldpflege wurde nicht praktiziert. In den frühen 1800 Jahren begann speziell im skandinavischen Raum ein Umdenken, welches sich über Russland und die baltischen Provinzen ausweitete.

### Ernst Christian Ludwig von Wardenburg

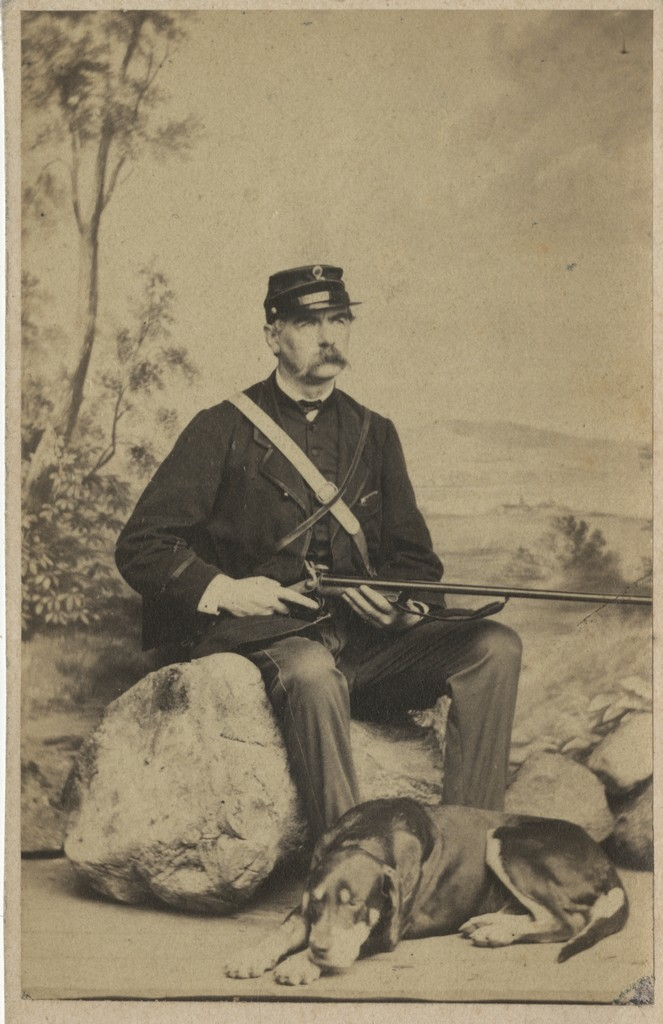
Ernst Christian Ludwig von Wardenburg in Jagdmontur

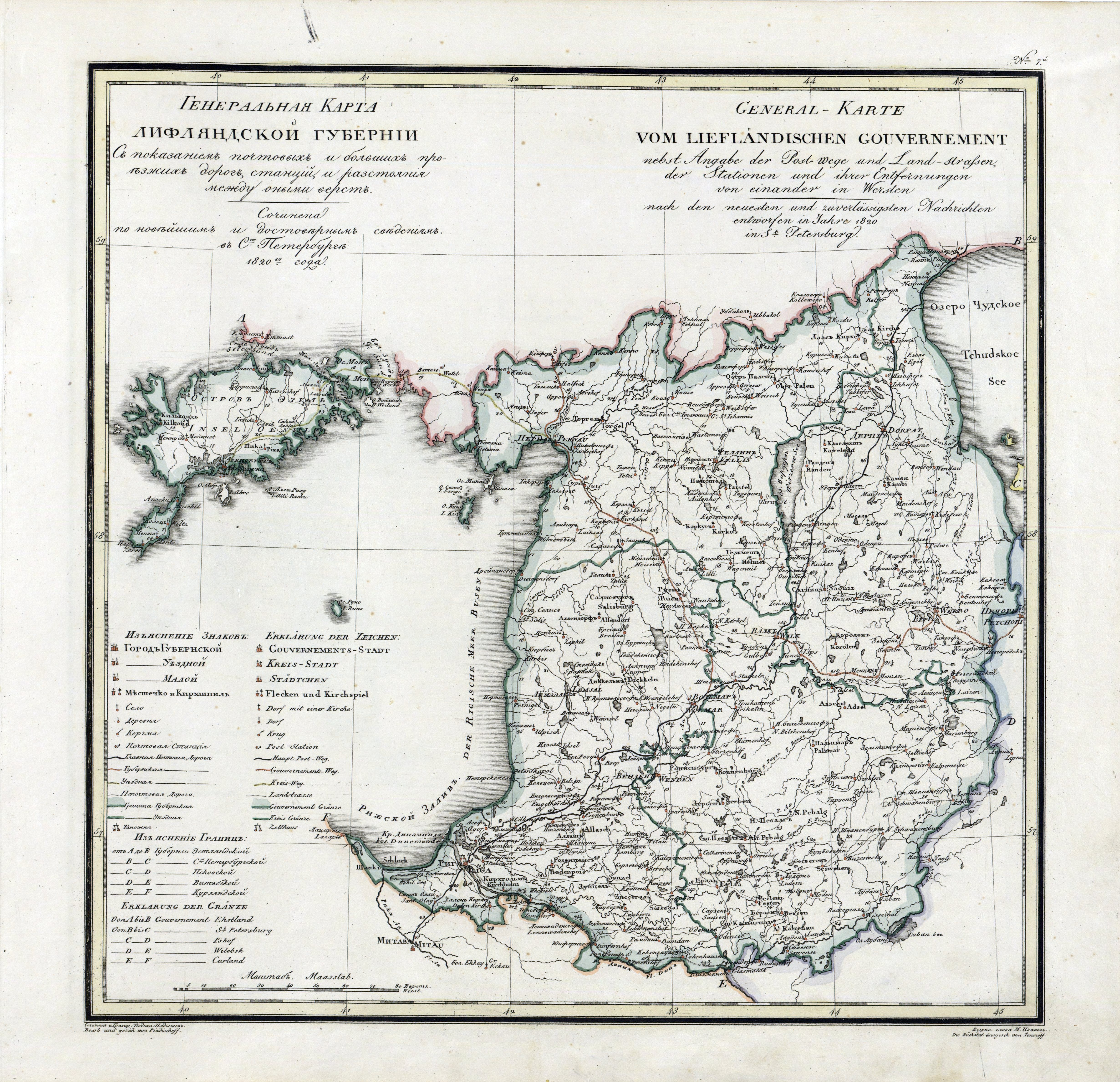
Gouvernement Livland – Karte aus dem Jahr 1820 (Russisch-Deutsch)

Mit den Wardenburgern entwickelte sich eine kontinuierliche und wirtschaftliche Wald- und Forstwirtschaft. Ernst Christian Ludwig von Wardenburg (* 31. Dezember 1810 in Husum; † 28. Januar 1886 in Arensburg) eröffnete die entscheidende Epoche für die Wald- und Baumaufforstung in Estland. Er wurde am 31. Dezember 1810 in Husum geboren und besuchte dort die örtliche Schule. Danach begann er 1833 als Jagdjunker, dieses sind junge Adelsmänner, die einen Jagdherren bei der Jagd dienten, seine Ausbildung. In der ersten Hälfte des 19. Jahrhunderts begann die wissenschaftliche Aufarbeitung in der Forst- und Waldwirtschaft und Wardenburg interessierte sich für ein Studium der Forstwirtschaft. 1829 hatte die Technische Universität in Kopenhagen ihre Pforten geöffnet und bot ab 1833 einen Studiengang für „Forstwirtschaft“ an. Dieses Angebot, inspiriert durch seinen Vetter, nahm Wardenburg auf und begann das Studium. Im August 1838 wurde er Forstkandidat und war in verschiedenen Teilen Dänemarks als Forstoffizier, die Offiziersausbildung erfolgte parallel, tätig. 1839 erhielt er eine Anstellung in Sankt Petersburg und arbeitete im zuständigen Ministerium für die Verwaltung von Staatswäldern, er absolvierte eine staatliche Prüfung und erhielt die Genehmigung als Forstwirtschaftsoffizier (Förster) in den baltischen Provinzen arbeiten zu dürfen. 1840 ließ er sich in Lissino, in der Nähe Sankt Petersburgs, nieder und war im Ministerium für Landwirtschaft tätig.
Auf Empfehlung des russischen Reformers Pawel Dmitrijewitsch Kisseljow übernahm Ludwig von Wardenburg 1841 eine Forststelle im Gouvernement Livland, zu der sowohl die staatlichen wie auch die privaten Waldgebiete gehörten. Er ließ sich auf der Insel Ösel in Arensburg nieder, sein Vorgesetzter war der Bezirksförster Karl Pontus von Nolcken, dessen Nachfolger er 1845 wurde. Im Jahre 1849 wurde die Familie in die Adelsmatrikel der Öselschen Ritterschaft aufgenommen. Mit der Amtsübernahme begann eine personelle und strukturelle Neuorganisation der Förstereien. 1860 legte er ein Managementprogramm für die Waldbewirtschaftung der staatlichen Wälder auf Ösel vor, dieses beinhaltete nicht nur die Holzgewinnung, sondern ebenso die Pflanzungen und Züchtungen von Bäumen. Insbesondere die Wiederaufforstung war ein wichtiger Bestandteil der „Wardenburgischen Waldplantagen“, mit der er schließlich 51 Prozent der öselschen Inselfläche in Wälder umwandelte. Er sorgte dafür, dass überwiegend Fichte und Birke, aber auch Mischwald angepflanzt wurde. Die nachgeordneten Forstreviere erhielten das notwendige Saatgut von Nadelbäumen. Durch sein Wirken wuchs die Aufforstung und das damit verbundene Wirtschaftswachstum in diesen Regionen an. Am 27. Januar 1869 zog sich Ludwig aus dem aktiven Dienst zurück und verstarb am 9. Februar 1886 im Alter von 75 Jahren in Kuressaare.

### Eugen Friedrich Ludwig von Wardenburg
Als Nachfolger übernahm sein Sohn Eugen Friedrich Ludwig von Wardenburg (* 11. Januar 1843 in Arensburg; † 11. Februar 1920 in Arensburg) am 5. Juni 1869 die Leitung der livländischen Forstwirtschaft. Er besuchte das Gymnasium in Arensburg und begann nach dessen erfolgreichen Abschluss ein Studium für Chemie und Wirtschaftswissenschaften. Von 1862 bis 1863 studierte er an der Humboldt-Universität zu Berlin und von 1863 bis 1865 an der Universität Zürich. Danach kehrte er nach Arensburg zurück und arbeitete als Assistent in der wirtschaftlichen Verwaltung des Kreises Saare. Er setzte die Arbeit seines Vaters konsequent fort und gründete damit bereits in frühen Jahren einen Umweltgedanken, der auf ökologische und ökonomische Forstwirtschaft aufbaute. Er entwickelte Projekte, die sich über die baltischen Grenzen hinaus ausweiteten und förderte damit den Umweltschutz. Er setzte sich für eine qualifizierte Ausbildung der Forstbeamten ein, reformierte die Forstschulen und straffte die Besetzung der Forststellen. Er galt als anerkannter Lehrer. 1913 wurde die „Saaremaa-Gesellschaft der Naturfreunde“ gegründet, die mit einem aktiven Naturschutz auf der Insel Ösel begann. Seine Karriere wurde 1914 durch den Ausbruch des Ersten Weltkriegs unterbrochen, da er auch russischer Bürger war galt er als verdächtige und politisch unerwünschte Person. Zudem kam es zu Unstimmigkeiten zwischen den Forst- und Militärbehörden, da die Militärs auf die Holzreserven zum Bau von Stellungen zurückgriffen.
Eugen Friedrich war mit Ottilie von Nolcken einer Tochter von Karl Pontus von Nolcken verheiratet, von seinen drei Söhnen betätigten sich zwei später auch in der Forstwirtschaft. Er starb am 11. Februar 1920 im Alter von 77 Jahren in Arensburg.

## Wappen
Das Wappen des baltischen Zweiges zeigte einen in Blau querliegenden goldenen Eichstamm mit zwei Blättern und drei Eicheln. Blasonierung nach dem approbierten Wappen durch Friedrich VI. (Kopenhagener Reichsarchiv): Es wächst der Eichenzweig aus der Mitte eines gebogenen, schräg liegenden, an beiden Enden abgekappten Astes. Der Rand des Schildes ist stahlfarbig und nicht wie in Klingspor mit 6 sondern mit 6 Paar goldener Nägel beschlagen. Helmzier wie im Schilde (aus einer blauen Straußenfeder wachsend).

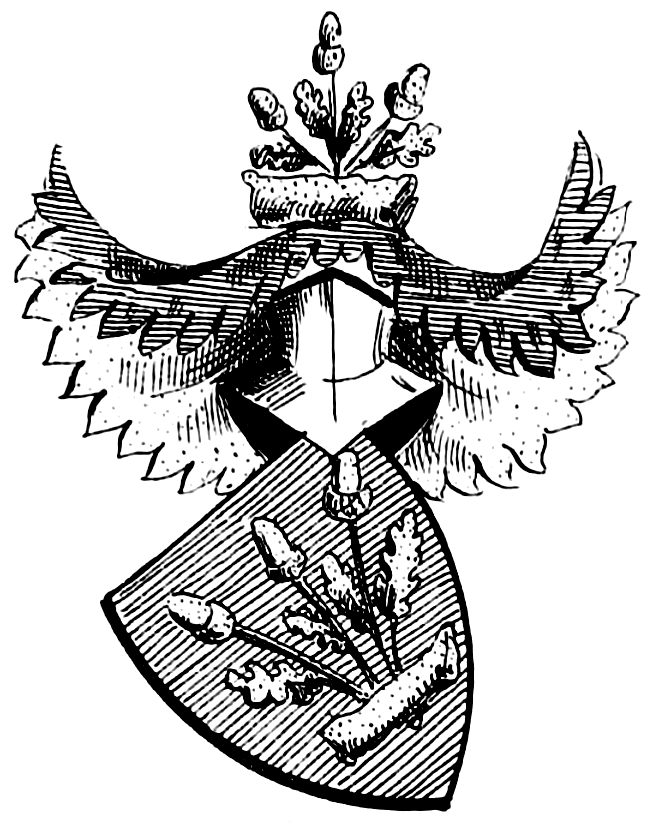
Wappen derer von Wardenburg in Siebmachers Wappenbüchern
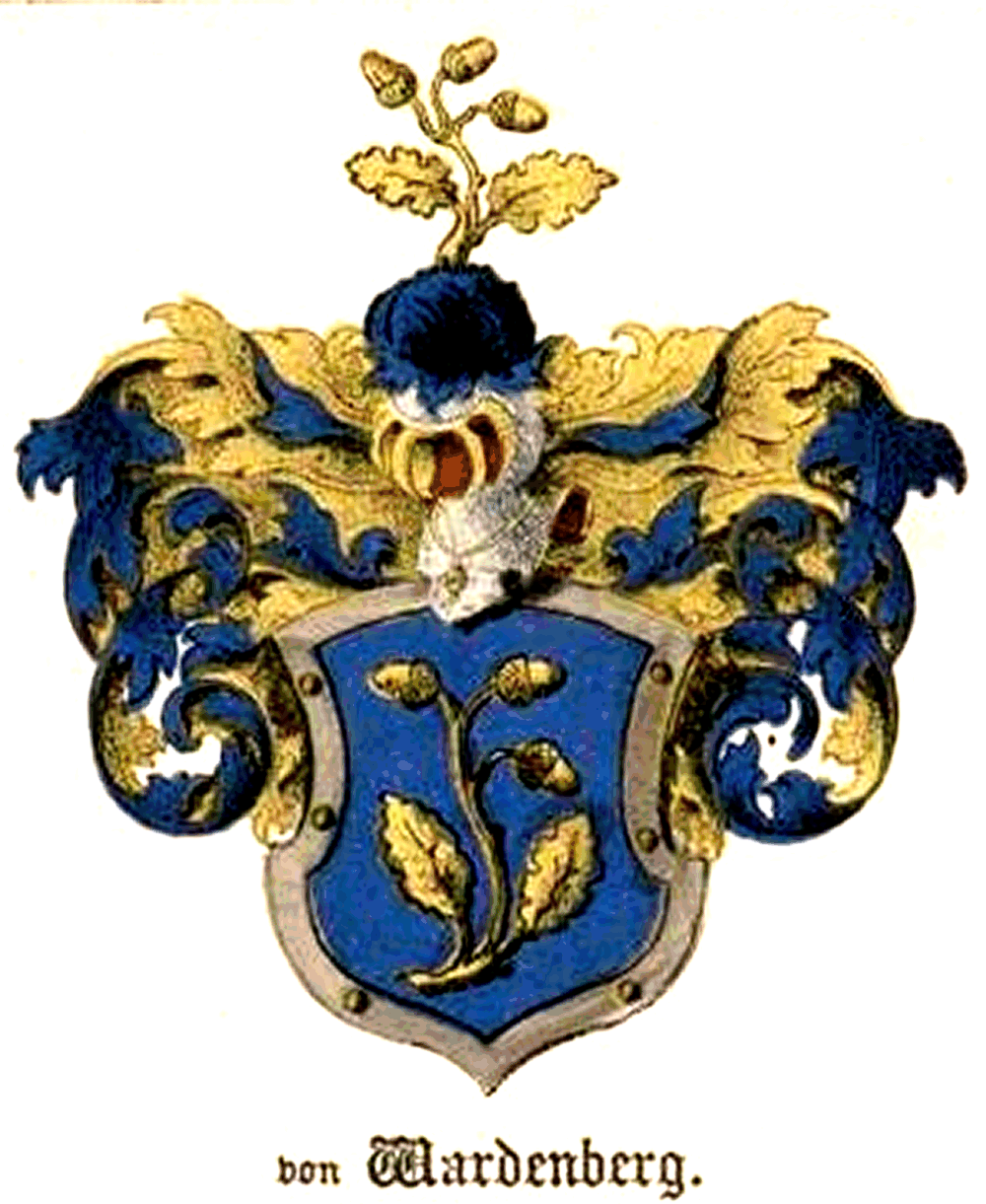
Wappen derer von Wardenburg im baltischen Wappenbuch

## Bekannte Familienmitglieder
- Karl von Wardenburg (1853–1932), sächsischer Generalleutnant